# Forschungs-Station im Kamerungebiet
Die Expedition zur Errichtung einer Forschungsstation im Kamerungebiet war eine seit 1886 vom Auswärtigen Amt finanzierte Expedition im neu errichteten Schutzgebiet Kamerun. Sie wurde nacheinander von den Offizieren Richard Kund und Curt Morgen geleitet.
Wichtigstes Ziel war die Errichtung eines deutschen Vorpostens jenseits des Regenwaldes, um dadurch die bevölkerungsreichen Gebiete Kameruns zu erschließen und gleichzeitig den durch Duala und Bassa dominierten Zwischenhandel dorthin zu umgehen.
Die Expedition endete mit der Umwandlung der Forschungsstation Jaunde (heute Yaoundé) in eine Militärstation und der damit verbundenen Übernahme von deren Verwaltung durch die Schutztruppe im Mai 1895.
Parallel gab es eine Expedition unter Leitung von Eugen Zintgraff, die ab 1889 ins nordwestliche Hinterland Kameruns vordrang.

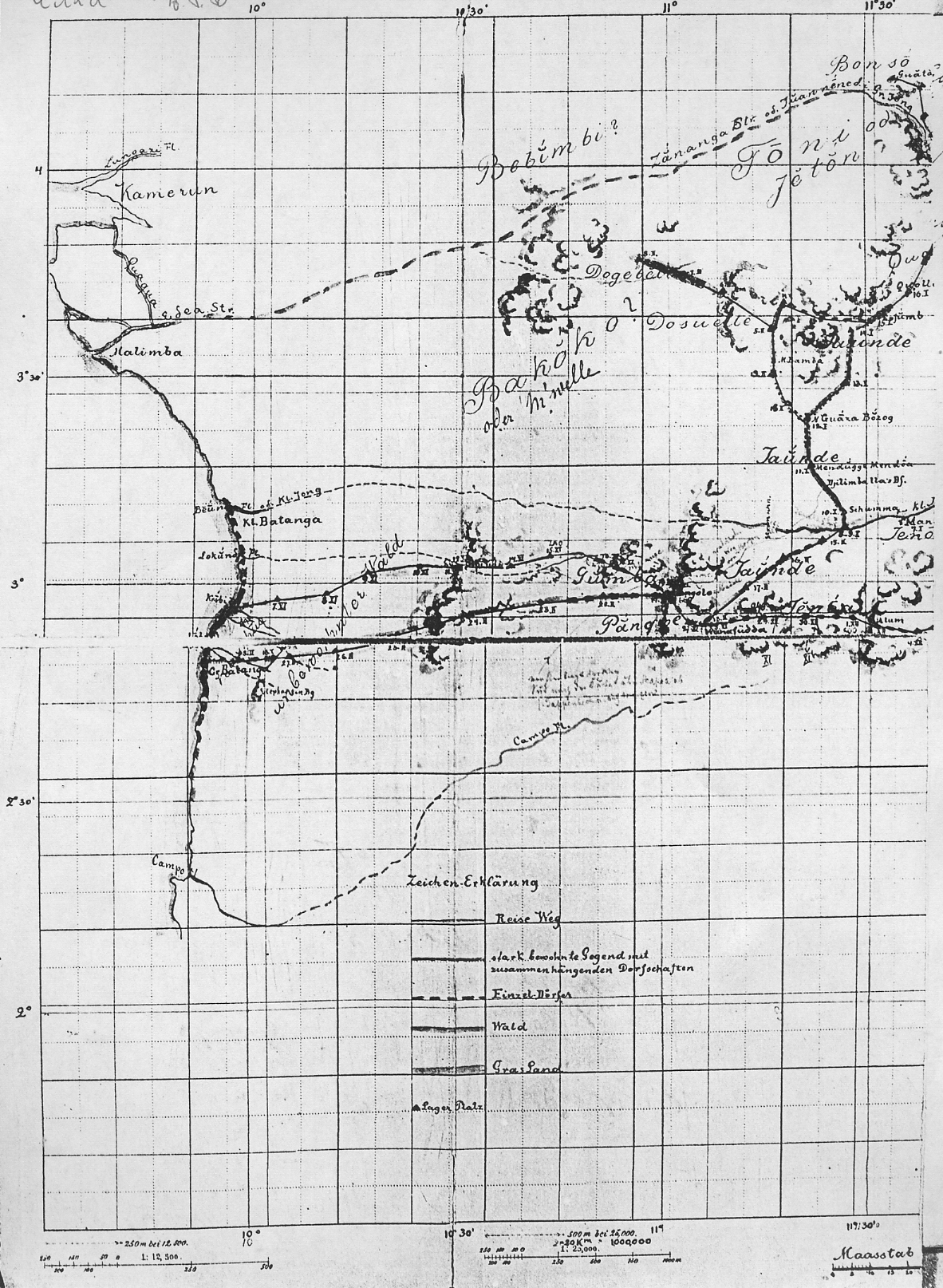
Routenskizze von Kund 1888

## Teilnehmer
Das Auswärtige Amt bot dem Premierleutnant Richard Kund die Leitung der Expedition an. Dieser hatte bereits 1884 und 1885 eine Expedition der Deutschen Afrika-Gesellschaft am Unterlauf des Kongo geleitet. Stellvertreter Kunds wurde, wie bereits im Kongo geschehen, Hans Tappenbeck. Weitere Teilnehmer zu Beginn der Expedition waren der Botaniker Johannes Braun und der Zoologe Bernhard Weißenborn. Wichtigster afrikanischer Teilnehmer war der Elmina David Cornelius, der Kund ebenfalls bereits im Kongo begleitet hatte.
Als Träger wurden Afrikaner aus verschiedenen westafrikanischen Küstengebieten angeworben.
Während des gesamten Verlaufs der Expedition führte die Situation der Träger immer wieder zu Spannungen, nicht zuletzt deshalb, da sie entgegen den Verträgen zum Waffendienst verpflichtet wurden.
Headman der Träger waren der Lagos-Mann Lampty und der Elmina Arsenoa. Ein wichtiger lokaler Führer wurde Mebenga m’Ebono alias Martin Paul Samba.
Braun schied noch 1887 aus der Expedition aus. Weissenborn starb am 21. Februar 1889 in Duala an Dysenterie. Tappenbeck starb am 26. Juli desselben Jahres in Duala an Malaria. Kund erlitt im Oktober 1889 einen Schlaganfall und musste daraufhin ebenfalls die Heimreise antreten.
Eine noch nicht näher bekannte Anzahl von Trägern kam durch Gefechte, Krankheiten und Unfälle ums Leben.

## Verlauf

### Erster Vorstoß von Kund und Tappenbeck (1886–1888)
Kund versuchte zunächst vom schiffbaren Ende des Sanaga beim heutigen Edéa ins Landesinnere vorzudringen. Dieser Versuch scheiterte schnell am Widerstand der lokalen Bevölkerung.
Man beschloss daher, den Ausgangspunkt der Expedition an die Batanga-Küste nach Kribi zu verlegen. Auch hier gab es bereits von Beginn an Widerstand gegen die Pläne der Expedition. So scheiterte der Versuch der Walddurchquerung im Oktober 1887 daran, dass der Batanga-Headman Toko die Expedition mehrere Tage lang bei strömenden Regen im Kreis herumgeführt hatte.
Erst die Geiselnahme der beiden Batanga-Chiefs Toko und Madola an Bord des Kanonenboots Cyclop führte zu einem Einlenken der Batanga. Braun verließ nach diesem missglückten Versuch die Expedition und widmete sich in der Folge in Klein-Batanga der Aufstellung einer ersten kamerunischen Pflanzensystematik.
Der erste erfolgreiche Vorstoss durch die unbesiedelte Waldregion begann dann am 7. November 1887. Knapp eine Woche später erreichte die Truppe den Ort Bongolo, zu diesem Zeitpunkt der wichtigste Ort im Gebiet der Ngumba. Der dortige Headman Tungo empfing Kund angeblich mit den Worten, wonach er keine Weißen gerufen hätte.
Tungos fehlende Unterstützung wurde durch die Unterstützung des benachbarten Ewondo-Chefs Owono Fuda ausgeglichen, der eine Weiterreise ermöglichte. Der Weg wurde fortgesetzt über das Gebiet der Bane und der Gegend der zukünftigen Station Jaunde bis zum Sanaga, den die Expedition in Höhe der Nachtigal-Schnellen Mitte Januar 1888 erreichte. Durch die Fließrichtung wurde schnell klar, dass der Sanaga nicht zum Kongobecken gehört.
Der Versuch, jenseits des Sanaga vorzudringen, scheiterte am Widerstand der Vute. Kund versuchte daraufhin, den Sanaga stromabwärts bis zur Küste vorzudringen. Dieser Versuch endete beinahe in einer Katastrophe, als die Truppe am 8. Februar 1888 unweit von Bot Makak in einem Hinterhalt der Basaa von Ndog Beha geriet. Zehn Träger starben, dreißig Mitglieder der Expedition wurden verwundet, darunter Kund an beiden Armen und Tappenbeck an der Schläfe. Unter Weissenborns Führung gelangte die Expedition am 3. März nach Groß-Batanga.

### Zweiter Vorstoß von Kund und Tappenbeck (1888–1889)
Der zweite Vorstoß, diesmal mit dem klaren Auftrag verbunden, eine Station im Landesinneren zu errichten, begann mit einem Streik. Ein Teil der Träger verweigerte die Bewaffnung. Hintergrund der Aktion war auch, dass eine Wiederholung der Überfälle am Sanaga befürchtet wurde.  Der Konflikt wurde mit einer Politik von Anreizen und Sanktionen gelöst. Später erstatten mehrere Träger in Elmina Anzeige gegen die deutsche Regierung, dabei wird auch der Selbstmord eines Trägers Jannu Arkel erwähnt, nachdem dieser zweimal ungerechtfertigterweise eine Prügelstrafe auferlegt bekommen hat.
Am 4. Januar 1889 brach Kund mit einer Vorhut von Kribi aus auf. Tappenbeck folgte vier Tage später zusammen mit Weißenborn und dem Abenteurer Karl Hörhold.  Kurze Zeit später musste Weißenborn krankheitsbedingt unter Begleitung von Hörhold zur Küste zurückgeschickt werden.
Beide Gruppen kamen am 31. Januar am Njong wieder zusammen. Zu diesem Zeitpunkt führten verschiedene gesundheitliche Probleme zu einer ernsten Krise. Kund litt an starkem Rheuma, Tappenbeck bekam einen Fieberanfall. Mehrere Träger mussten bereits zuvor zurückgelassen werden.
Am 6. Februar 1889 berichtete Kund von einer im Aufbau befindlichen Station „am oberen Njong“ in einer Parklandschaft im Jaunde-Land, sieben Tagesreisen vom Sanaga entfernt. Es ist nicht ganz eindeutig, ob es sich hierbei um die spätere Jaunde-Station handelt. Deren Errichtung wird erstmals in einem Bericht vom 4. April 1889 erwähnt.
Fest steht, dass die Jaunde-Station im Februar 1889 gegründet wurde. Es war der lokale Headman Esono Ela, der der Expedition die Genehmigung zum Bau der Station in unmittelbarer Nähe seines Dorfes gab. Zweifellos versprach er sich dadurch ökonomische Vorteile sowie einen besseren Schutz gegenüber konkurrierenden Gemeinschaften.
Durch seine Krankheit geschwächt, musste Kund am 12. März den Rückmarsch nach Kribi antreten. Bereits kurze Zeit später wurde seine Karawane im Gebiet der Janda und Etenga angegriffen, ohne allerdings großen Schaden zu nehmen.
Hörhold traf am 9. Mai von Kribi kommend in Jaunde ein. Ein Schreiben von Gouverneur Julius von Soden an Kund, betreffend die Bitte um Hörholds Entlassung wegen einer „anrüchigen Vergangenheit“, erreichte Kund nicht mehr. Als Tappenbeck das Schreiben in Jaunde öffnete, sah er sich außerstande Hörhold in Begleitung von Cornelius oder Lampty zurückzuschicken, denn „er macht zu große Thorheiten“. Das eigentliche Vorhaben, Cornelius mit der Leitung der Station zu betrauen und Hörhold nur Gastrechte einzuräumen, verschob Tappenbeck auf den Zeitpunkt seiner geplanten Wiederkehr im November.
Tappenbeck verließ Jaunde am 15. Mai in Richtung Norden. Sein Auftrag war es, eine Verbindung mit der Zintgraff-Expedition in Bali herzustellen. Zu dieser Zeit war noch nicht klar, dass Zintgraffs Bali nicht mit Balinga am Mbam identisch ist. Das Missverständnis hatte jedoch zur Folge, dass Tappenbeck der erste Europäer am Hofe des Ngrang Gomtsé in Ndumba wurde. Dieses erste diplomatische Zusammentreffen zwischen den Vute und der deutschen Kolonialmacht verlief friedlich. Obwohl Gomtsé Tappenbeck reich mit Elfenbein beschenkte, gestattete er ihm trotzdem nicht die Weiterreise.
Tappenbeck kehrte am 10. Juni kurzzeitig nach Jaunde zurück und beauftragte Hörhold provisorisch mit der Leitung der Station. Am 17. Juni marschierte er in Richtung Küste weiter, aber bereits fünf Stunden nach dem Aufbruch von der Station wurde auch seine Karawane von den Etenga überfallen. Tappenbeck entschloss sich jedoch, ein Exempel zu statuieren. Sein Angriff kostete mehreren Dutzend Etenga das Leben.
Am 4. Juli erreichte Tappenbeck Kribi, von wo er sich weiter nach Kamerun-Stadt, dem heutigen Duala begab. Drei Wochen später starb er an Malaria.